# Sarcophage d'Ahiram

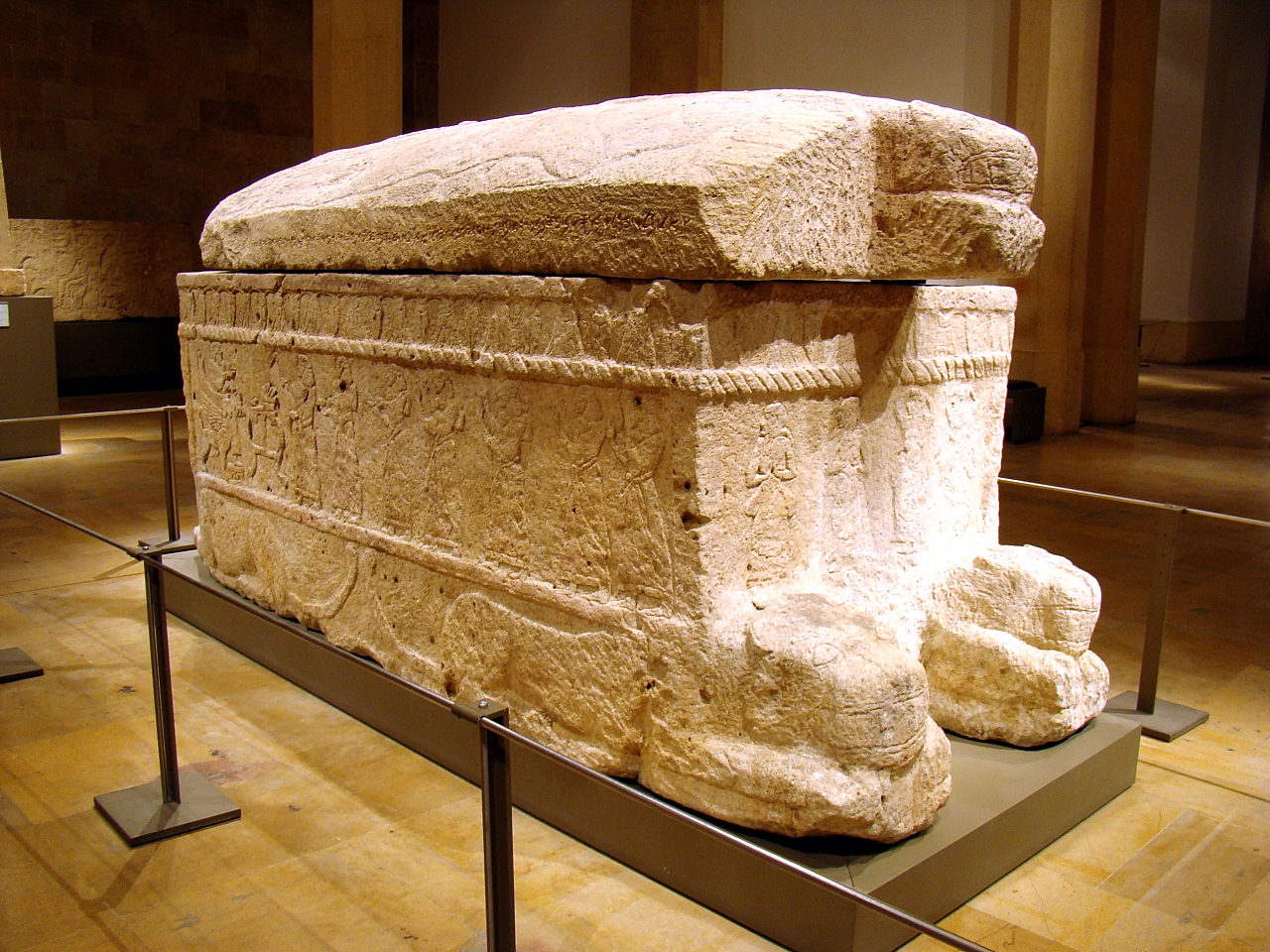
Le sarcophage d'Ahiram, tel qu'exposé au musée national de Beyrouth.

Le sarcophage d'Ahiram (en phénicien) 𐤀𐤇𐤓𐤌 / Ahirom) est un  sarcophage datant du début du Ier millénaire av. J.-C.. Il est destiné à recevoir la dépouille d'Ahiram, roi phénicien de Byblos dans l'actuel Liban. Il comporte une inscription qui est le plus ancien exemple connu de texte d'une longueur significative écrit à l'aide de l'alphabet phénicien.

## Historique
Ahiram — ou Ahirom — est roi de Byblos vers 1000 av. J.-C. ; Byblos (aujourd'hui au Liban, nommée Jbeil en arabe) est alors une ville côtière de Phénicie. Le sarcophage d'Ahiram est exhumé en 1923 par l'archéologue français Pierre Montet dans la nécropole royale de la ville,. Ses panneaux gravés de bas-reliefs en font « le principal document artistique de l'âge du fer » en Phénicie.
La datation du sarcophage prête lieu à controverse. Hélène S. Sader, Ellen Rehm et d'autres le datent du XIIIe siècle av. J.-C. sur la base d'objets associés datant de l'âge du bronze. D'autres soutiennent qu'il n'est pas possible que la forme de l'écriture présente sur l'inscription soit antérieure au XIe siècle av. J.-C. Une étude paléographique et philologique du texte par Reinhard G. Lehmann en 2005 a toutefois montré que l'inscription ne daterait pas d'avant le Xe siècle av. J.-C., mais qu'il est possible que le sarcophage lui soit nettement antérieur et qu'il ait été réutilisé.
Le sarcophage est exposé au musée national de Beyrouth, au Liban.

## Caractéristiques
Le sarcophage est un coffre en calcaire. La cuve rectangulaire est surmontée d'un couvercle bombé et repose sur quatre figures de lions accroupis ; ses parois latérales sont décorées de plusieurs scènes. Sur les deux côtés les plus longs, deux cortèges sont représentés. Le premier met en scène un roi assis sur un trône gravé de sphinx ailés ; devant lui se dresse une table vers laquelle les porteurs s'avancent, de nombreuses personnes apportant des offrandes. Le deuxième est une procession funéraire. Les deux côtés les plus petits sont décorés de figures féminines en deuil. Sur le couvercle sont représentés deux personnages portant des fleurs de lotus ; deux personnages masculins se font face, des lions étant assis entre eux. Des restes de peinture sont encore partiellement visibles.
Le dessin des personnages, du trône et de la table montre une forte influence assyrienne. Aucun objet des XXe et XXIe dynasties égyptiennes (-1186 à -945) n'est présent en Phénicie, un contraste fort avec la reprise des relations égypto-phéniciennes sous la XXIIe dynastie (-945 à -715).

## Inscription

### Caractéristiques
Une inscription est gravée en deux parties sur le bord de la cuve et le couvercle du sarcophage. Elle est écrite dans le dialecte phénicien de Byblos et est la plus ancienne trace de l'alphabet phénicien d'une longueur significative qui soit connue :
Selon Reinhard G.Lehmann, le texte signifie : « Sarcophage qu'a réalisé Ithoba'al, fils d'Ahiram, roi de Byblos, pour Ahiram, son père, comme demeure dans l'éternité. Et si un roi parmi les rois, un gouverneur parmi les gouverneurs et un chef d'une armée dresse le camp contre Byblos et ouvre ce sarcophage, que le sceptre de son pouvoir soit brisé, que le trône de sa royauté se renverse et que la paix et la tranquillité s'échappent de Byblos. Quant à lui, sa mémoire sera effacée de la bouche de l'Au-delà. »
Les formules de l'inscription ont été immédiatement reconnues comme d'une nature littéraire et la gravure assurée des lettres suggèrent à Charles Torrey que cette forme d'écriture est alors déjà d'utilisation courante.
À mi-chemin de l'hypogée, une deuxième inscription plus petite, le graffite du tombeau d'Ahiram, est gravée sur le mur sud. À l'origine, elle est considérée comme un avertissement aux pilleurs de tombe ; elle est toutefois comprise désormais comme un rituel d'initiation dont les détails restent inconnus : « à propos de la connaissance : ici et maintenant soyez humble dans ce sous-sol ».
Ces deux inscriptions utilisent 21 des 22 lettres de l'alphabet phénicien (seul le sade, , est absent). Elles se lisent de droite à gauche. L'inscription du sarcophage comporte 38 mots, délimités par un séparateur, 𐤟.

### Cuve
La plus courte des deux inscriptions est gravée sur l'étroit bandeau ravalé qui forme le couronnement de la cuve au-dessus de la frise des lotus, sur le côté sud du sarcophage. Il s'agit d'un titre qui indique par et pour qui l'ouvrage a été exécuté : « Sarcophage qu'a réalisé Ithoba'al, fils d'Ahiram, roi de Byblos, pour Ahiram, son père, comme demeure dans l'éternité, ».  Les deux premiers caractères du nom « Ithoba'al » sont effacés. Byblos est écrite « Gobel », son nom local.
Le texte suivant transcrit les neuf mots (délimités par un séparateur) dans la graphie présente sur le sarcophage :
**
Le texte suivant reprend le texte, mais en le transcrivant avec une graphie du phénicien plus tardive :
**
Enfin, le texte suivant fait usage du codage Unicode destiné au phénicien :
𐤀𐤓𐤍𐤟𐤆𐤐𐤏𐤋𐤟**𐤁𐤏𐤋𐤟𐤁𐤍𐤀𐤇𐤓𐤌𐤟𐤌𐤋𐤊𐤂𐤁𐤋𐤟𐤋𐤀𐤇𐤓𐤌𐤟𐤀𐤁𐤇𐤟𐤊𐤔𐤕𐤄𐤟𐤁𐤏𐤋𐤌𐤟
Le tableau ci-dessous reprend le détail des neuf mots de l'inscription, en indiquant pour chacun sa graphie sur le sarcophage, sa graphie dans la forme standard de l'alphabet phénicien, plus tardive, sa reproduction à l'aide des caractères du standard Unicode, sa transcription, ainsi que son sens littéral.
| Phénicien | Phénicien | Phénicien | Phénicien     | Sens littéral     |
| Ahiram    | Standard  | Unicode   | Transcription | Sens littéral     |
| --------- | --------- | --------- | ------------- | ----------------- |
|           |           | 𐤀𐤓𐤍       | ʾrn           | boîte, sarcophage |
|           |           | 𐤆 𐤐𐤏𐤋     | z pʿl         | ceci faire        |
| **        | **        | **𐤁𐤏𐤋     | **bʿl         | [Ittho]ba'al      |
|           |           | 𐤁𐤍 𐤀𐤇𐤓𐤌   | bn ʾḥrm       | fils Ahiram       |
|           |           | 𐤌𐤋𐤊 𐤂𐤁𐤋   | mlk gbl       | roi Byblos        |
|           |           | 𐤋 𐤀𐤇𐤓𐤌    | l ʾḥrm        | pour Ahiram       |
|           |           | 𐤀𐤁𐤇       | ʾb ḥ          | père lui          |
|           |           | 𐤊 𐤔𐤕𐤄     | k šth         | pour demeure      |
|           |           | 𐤁 𐤏𐤋𐤌     | b ʿlm         | dans éternité     |

### Couvercle
La seconde inscription, beaucoup plus longue, est gravée sur la tranche latérale du couvercle, face à l'entrée, afin de frapper la vue de tous ceux qui oseraient pénétrer dans la tombe. Sur cette tranche, la bande centrale est polie. Les signes ont au début la même taille que ceux du titre, mais à partir du milieu et surtout en approchant de la fin, ils rapetissent et se resserrent. Ils restent toutefois très lisibles dans l'ensemble.
Le sens du texte a été bien établi par les efforts de nombreux traducteurs,,,,,, : « Et si un roi parmi les rois, un gouverneur parmi les gouverneurs et un chef d'une armée dresse le camp contre Byblos et ouvre ce sarcophage, que le sceptre de son pouvoir soit brisé, que le trône de sa royauté se renverse et que la paix et la tranquillité s'échappent de Byblos. Quant à lui, sa mémoire sera effacée de la bouche de l'Au-delà. »
Le texte suivant transcrit l'inscription (les mots étant délimités par un séparateur) dans la graphie présente sur le sarcophage :
En transcrivant le texte avec une graphie du phénicien plus tardive :
En faisant usage du codage Unicode destiné au phénicien :
𐤅𐤀𐤋𐤟𐤌𐤋𐤊𐤟𐤁𐤌𐤋𐤊𐤌𐤟𐤅𐤎𐤊𐤍𐤟𐤁𐤎𐤍𐤌𐤟𐤅𐤕𐤌𐤀𐤟𐤌𐤇𐤍𐤕𐤟𐤏𐤋𐤉𐤟𐤂𐤁𐤋𐤟
𐤅𐤉𐤂𐤋𐤟𐤀𐤓𐤍𐤟𐤆𐤍𐤟𐤕𐤇𐤕𐤎𐤐𐤟𐤇𐤈𐤓𐤟𐤌𐤔𐤐𐤈𐤄𐤟𐤕𐤄𐤕𐤐𐤊𐤟𐤊𐤎𐤀𐤟
𐤌𐤋𐤊𐤄𐤟𐤅𐤍𐤇𐤕𐤟𐤕𐤁𐤓𐤇𐤟𐤏𐤋𐤟𐤂𐤁𐤋𐤟𐤅𐤄𐤀𐤟𐤉𐤌𐤇𐤎𐤐𐤓𐤄𐤟𐤋𐤐𐤐𐤟𐤂𐤁𐤋𐤟
Le tableau ci-dessous reprend le détail de l'inscription, en indiquant pour chacun sa graphie sur le sarcophage, sa graphie dans la forme standard de l'alphabet phénicien, plus tardive, sa reproduction à l'aide des caractères du standard Unicode, sa transcription, ainsi que son sens littéral.
| Phénicien | Phénicien | Phénicien | Phénicien     | Sens littéral               |
| Ahiram    | Standard  | Unicode   | Transcription | Sens littéral               |
| --------- | --------- | --------- | ------------- | --------------------------- |
|           |           | 𐤅𐤀𐤋       | w '-l         | et si                       |
|           |           | 𐤌𐤋𐤊       | m-l-k         | roi                         |
|           |           | 𐤁 𐤌𐤋𐤊 𐤌   | b m-l-k m     | de roi <pluriel>            |
|           |           | 𐤅 𐤎𐤊𐤍     | w s-k-n       | ou gouverneur               |
|           |           | 𐤁𐤎𐤍𐤌      | b s-[k]-n m   | de gouverneur <pluriel>     |
|           |           | 𐤅𐤕𐤌𐤀      | w t-m-'       | ou chef                     |
|           |           | 𐤌𐤇𐤍𐤕      | m-ḥ-n-t       | camp, armée                 |
|           |           | 𐤏𐤋𐤉       | ʿ-l-y         | monter sur                  |
|           |           | 𐤂𐤁𐤋       | g-b-l         | Byblos                      |
|           |           | 𐤅𐤉𐤂𐤋      | w y-g-l       | et ouvrir                   |
|           |           | 𐤀𐤓𐤍       | '-r-n         | sarcophage                  |
|           |           | 𐤆𐤍        | z-n           | ce                          |
|           |           | 𐤕𐤇𐤕𐤎𐤐     | t-ḥ-t-s-p     | se briser                   |
|           |           | 𐤇𐤈𐤓       | ḥ-ṭ-r         | sceptre                     |
|           |           | 𐤌𐤔𐤐𐤈𐤄     | m-š-p-ṭ h     | pouvoir lui                 |
|           |           | 𐤕𐤄𐤕𐤐𐤊     | t-h-t-p-k     | se renverser                |
|           |           | 𐤊𐤎𐤀       | k-s-'         | trône                       |
|           |           | 𐤌𐤋𐤊𐤄      | m-l-k h       | roi lui                     |
|           |           | 𐤅𐤍𐤇𐤕      | w n-ḥ-t       | et calme                    |
|           |           | 𐤕𐤁𐤓𐤇      | t-b-r-ḥ       | disparaître                 |
|           |           | 𐤏𐤋        | ʿ-l           | sur                         |
|           |           | 𐤂𐤁𐤋       | g-b-l         | Byblos                      |
|           |           | 𐤅𐤄𐤀       | w h-'         | et lui                      |
|           |           | 𐤉𐤌𐤇𐤎𐤐𐤓𐤄   | y-m-ḥ s-p-r h | être effacé inscription lui |
|           |           | 𐤋𐤐𐤐       | l p-p         | à face                      |
|           |           | 𐤂𐤁𐤋       | g-b-l         | Byblos                      |